# گورستان کالامایا

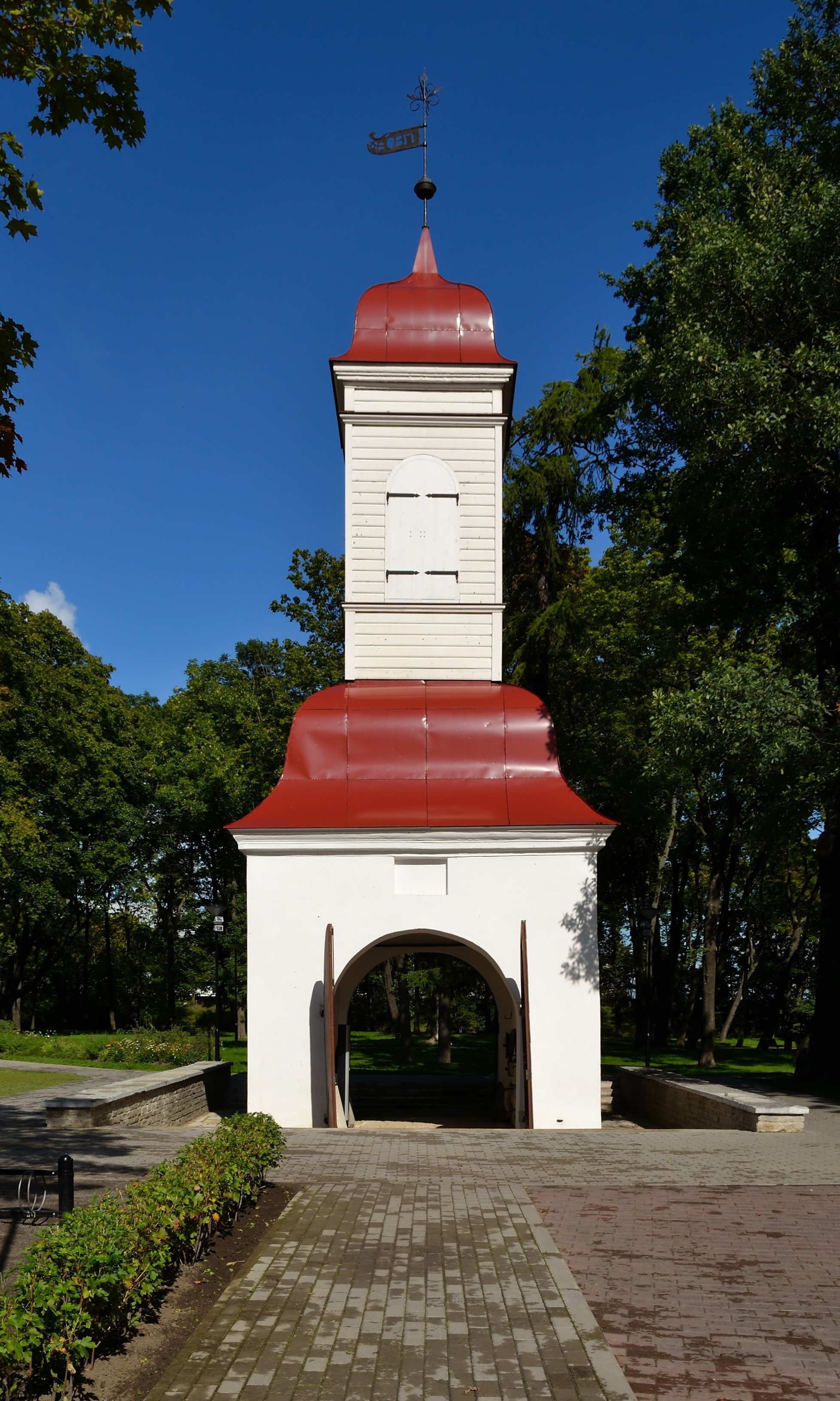
برج ناقوس گورستان کالامایا

گورستان کالامایا (به انگلیسی: Kalamaja Cemetery) یک گورستان در شهر تالین، استونی بود.
این گورستان شامل هزاران قبر از ساکنان استونیایی و سوئدی تالین بود از حداقل ۴۰۰ سال پیش از قرن ۱۵ یا ۱۶ تا ۱۹۶۴ تا زمانی که گورستان توسط نیروهای اتحاد جماهیر شوروی سوسیالیستی حاکم بر استونی کاملاً مسطح شده‌است. مکان گورستان سابق اکنون یک پارک عمومی است

## نگارخانه

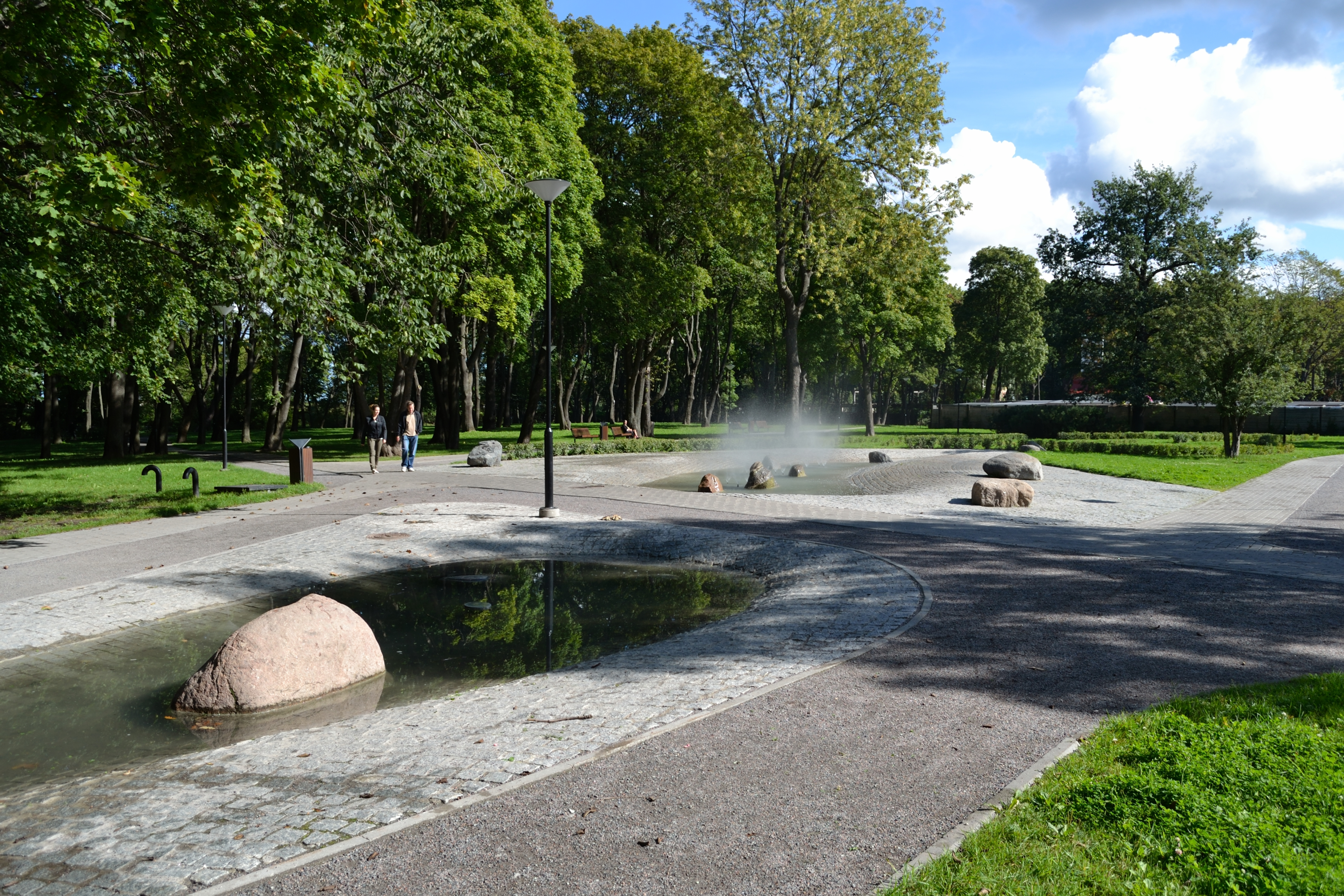
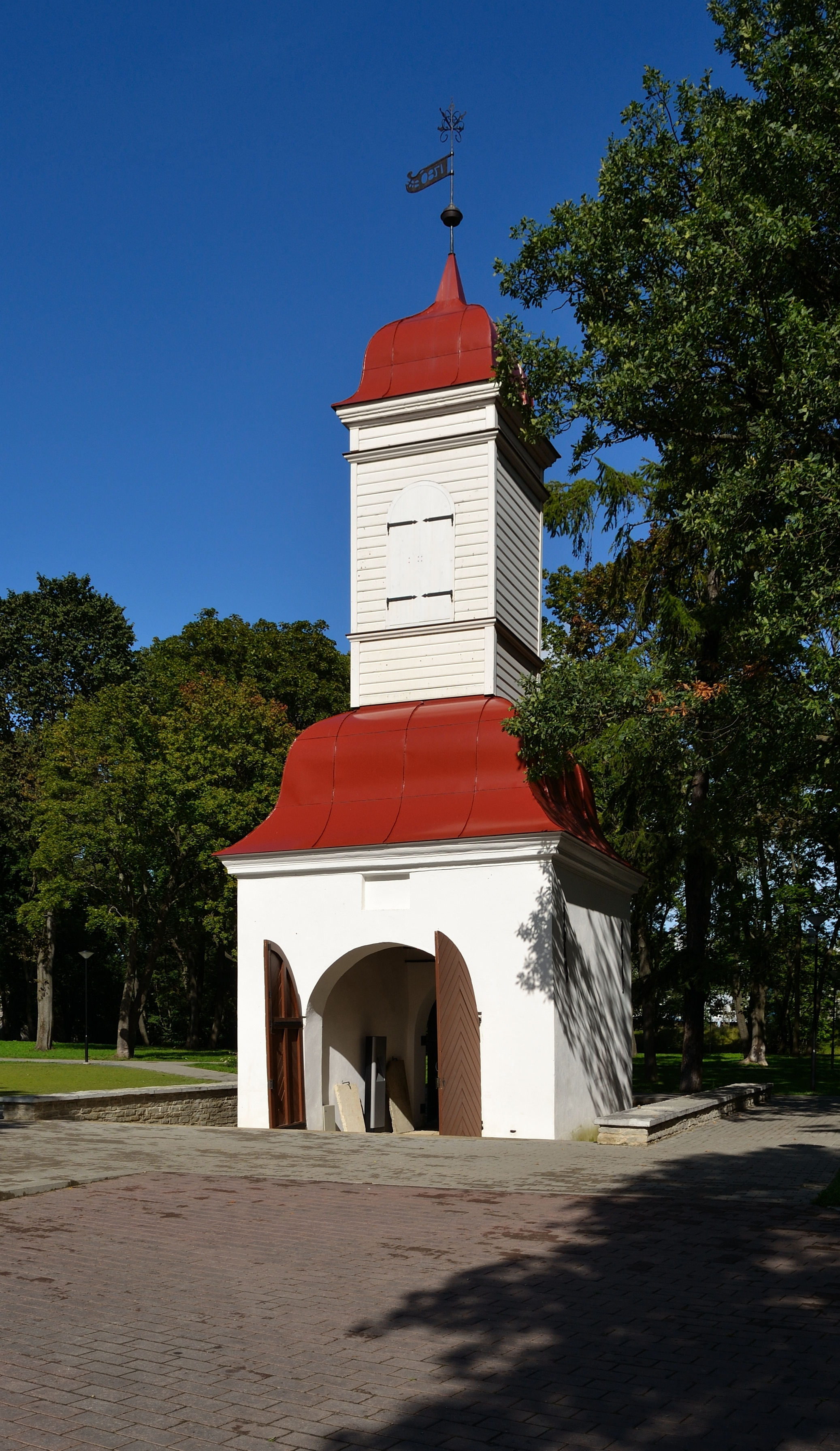
.
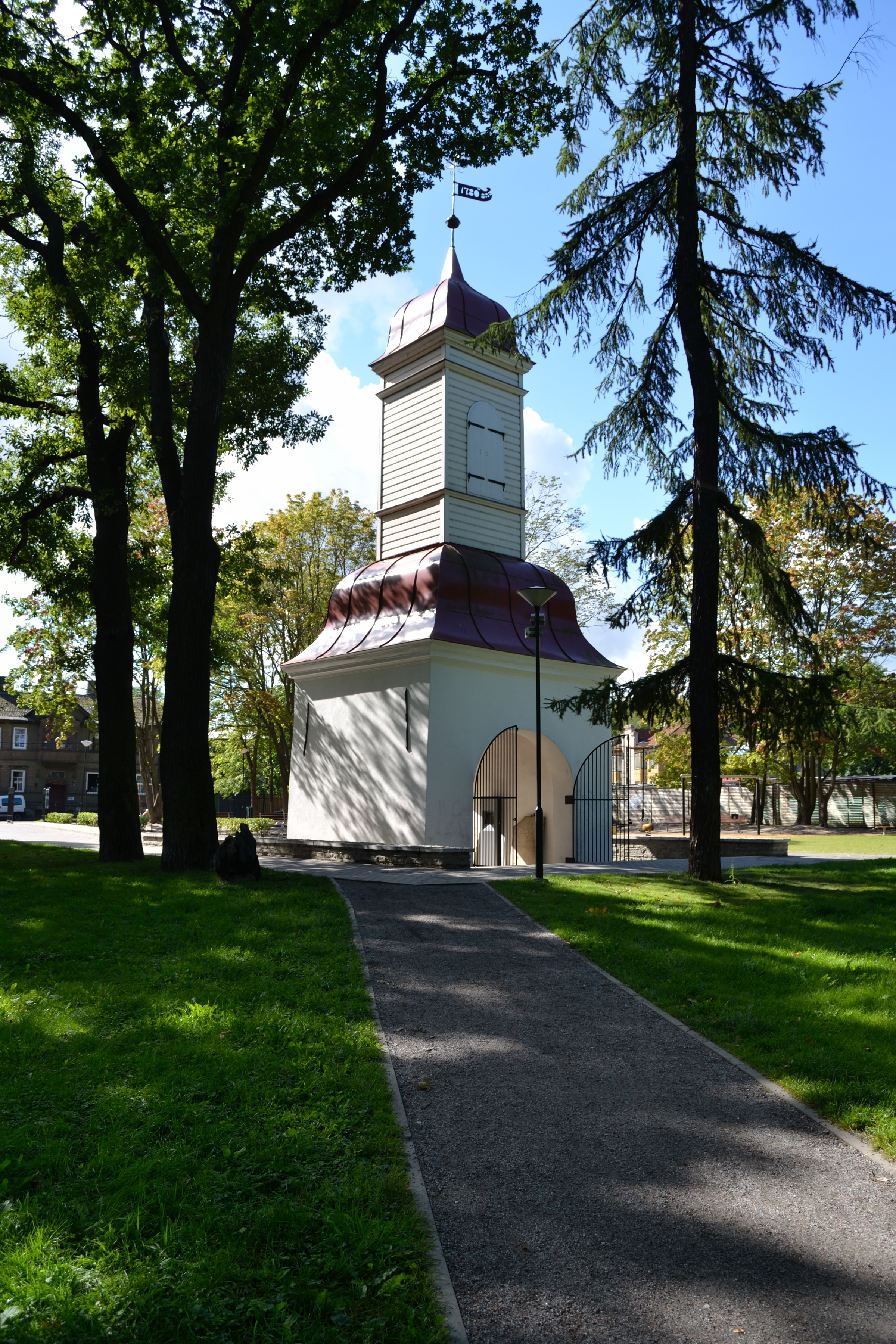
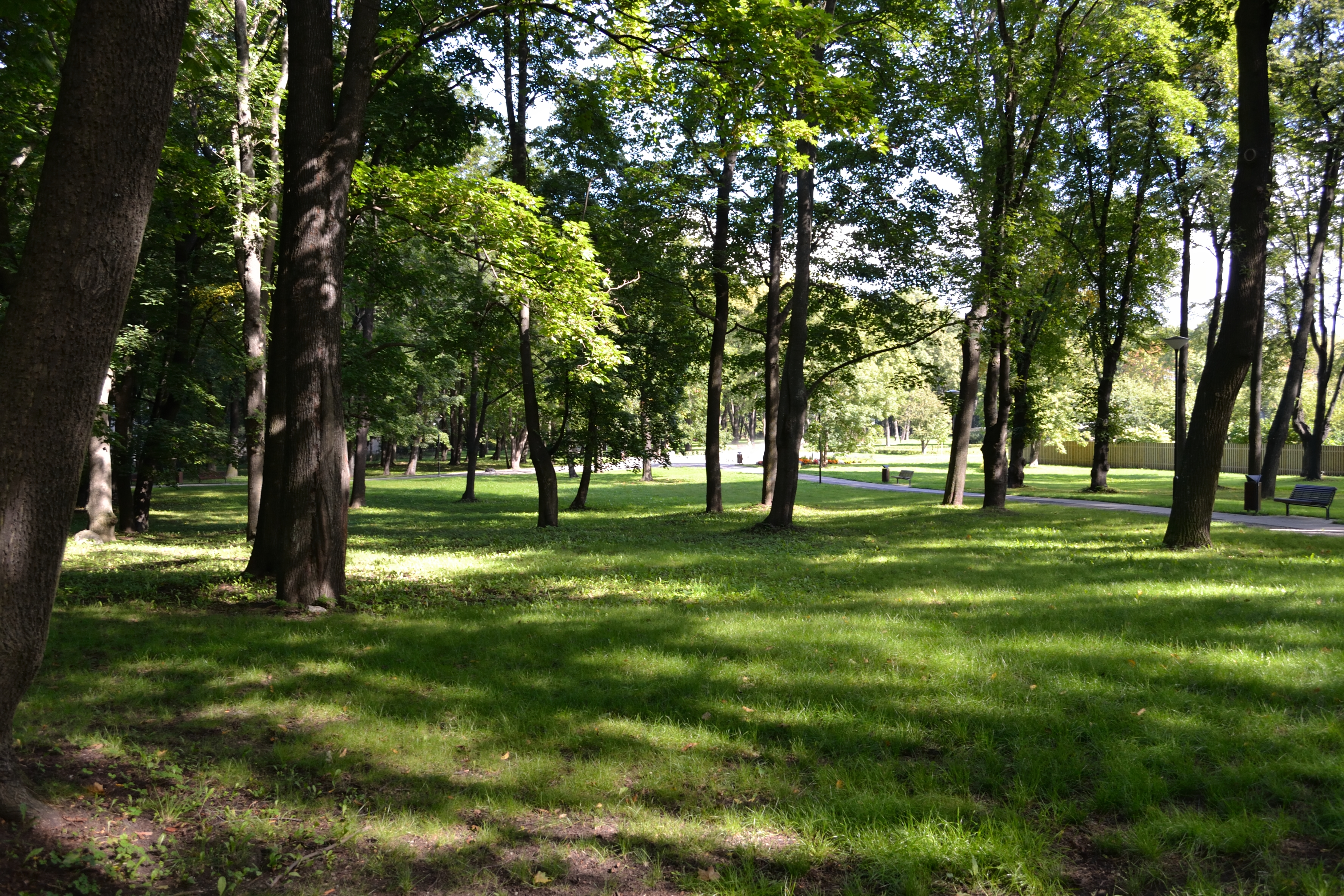